# Глен Едуардс
Глен Едуардс (на английски: Glen Edwards) (5 март 1918 г. – 5 юни 1948 г.) е пилот-изпитател от ВВС на САЩ.
Загинал недалеч от Военновъздушна база „Мърок“ по време на теста на експериментален прототип на самолет.
След време базата е преименувана в негова чест на Военновъздушна база „Едуардс“.